# Гражданская война в Колумбии (1854)
Гражданская война 1854 года (исп. Guerra civil de 1854) или Революция 1854 года — гражданский конфликт, произошедший в Республике Новая Гранада (прежнее название нынешней страны Колумбия и тогдашней провинции Панама). Либералы и консерваторы выступили против государственного переворота, организованного генералом Мело 17 апреля 1854 года, и установившейся в Боготе «республики ремесленников».

## Предыстория
Среди причин, которые послужили началу гражданской войны, была та, что либералы начали переход от протекционизма к свободной торговле. Эти изменения вызвали разделение либералов на «голгофцев» («Gólgotas»), которые защищали свободный обмен, и «драконовцев» («Draconianos»), в основном ремесленников, которые защищали протекционистские порядки. Второй причиной было столкновение интересов между военными, ремесленниками и аристократами. Эти последние, во главе с Мело, искали внедрения гражданских и демократических идей, они вступили в союз с ремесленниками, которые требовали возвращения протекционистских тарифов.
В президентских выборах 1 апреля 1853 года генерал Хосе Мария Обандо от «Draconianos» победил Томаса Эрреру, кандидата от «Gólgotas». Последний был поддержан генералом Мело. 21 мая того же года была принята новая конституция, в которой стали отражаться либеральные идеи, направленные на федерализм, всеобщее прямое избирательное право при тайном голосовании, равенство перед законом, свободу слова, печати, собраний, вероисповедания, неприкосновенность личности, имущества и жилища, отделяение церкви от государства. Ранее назначавшихся президентом губернаторов провинций стали избирать, чем воспользовались противники президента. Ситуация становилась критической, но Обандо проявил нерешительность.
Мело, тогда бывший главнокомандующим армии, в ночь с 31 декабря 1853 года, войдя в казарму кавалеристов, убил солдата Кироса, которого встретил в пьяном виде на лестнице. В марте 1854 года генерал Мело был обвинен в убийстве, что привело его к вооруженному мятежу против правительства Обандо. 17 апреля 1854 Мело захватил власть, отменил Конституцию и арестовал президента и его министров. Когда была провозглашена диктатура, страна взялась за оружие.

## Ход действий
Хосе Мария Мело пришёл к власти с помощью ремесленников и солдат, которые были собраны на площади Сан-Франциско и поддержали экономические меры, предложенные Мело. Также он поставил вопрос о возможном возвращении иезуитов. Учитывая эту ситуацию и арест президента Обандо, правительство бежало в город Ибаге по просьбе вице-президента Хосе де Обалдия, который возглавил коалицию конституционалистов, сформированную из представителей обеих традиционных партий, либералов (Gólgotas) и консерваторов. Во многих частях страны произошли восстания против диктатуры. Бывший президент Хосе Иларио Лопес, командующий армией на юге страны, победил повстанцев в Кали, Буэнавентуре и Картаго. Другие сражения произошли в городах Сипакиры, Памплона, Букараманга, Велес, Тунха, Текуэндама и Кали, окружение Боготы. Армия Мело насчитывала 11042 человек. Мело был у власти в течение восьми месяцев, но в итоге 11 000 конституционалистов под руководством Эррана и Москеры, окружили в столице 7000 повстанцев. 4 декабря 1854 года коалиция конституционалистов вошла в Боготу, победив коалицию повстанцев из «драконовцев» и ремесленников. Последние оказали упорное сопротивление в боях за столицу, поэтому победившей стороной было изгнано множество ремесленников из районов, прилегающих к реке Чагрес в Панаме. Акт о капитуляции был подписан в парке Сантандер.

## Результаты
Конфликт унёс около 4000 жизней. Хосе Мария Мело после поражения предстал перед судом и был изгнан из страны. Обандо, укрывшийся в резиденции нунция, предстал перед судом и был отстранен Конгрессом от должности президента.